# Microregione di Baixo Jaguaribe
Baixo Jaguaribe è una microregione dello Stato del Ceará in Brasile, appartenente alla mesoregione di Jaguaribe.

## Comuni
Comprende 10 municipi:
- Alto Santo
- Ibicuitinga
- Jaguaruana
- Limoeiro do Norte
- Morada Nova
- Palhano
- Quixeré
- Russas
- São João do Jaguaribe
- Tabuleiro do Norte